# Vernonia hoveifolia
Vernonia hoveifolia là một loài thực vật có hoa trong họ Cúc. Loài này được Gardner miêu tả khoa học đầu tiên.